# Жоао Лейте
Жоа́о Ле́йте да́ Си́лва Не́то (порт. João Leite da Silva Neto; род. 13 октября 1955, Белу-Оризонти) — бразильский политик и футболист, игравший на позиции  вратаря. Является рекордсменом клуба «Атлетико Минейро» по количеству сыгранных матчей (684 игры).

## Биография

### Игровая карьера
Жоао Лейте на протяжении 13 сезонов играл за «Атлетико Минейро», выиграв с командой ряд титулов, включая 11 чемпионских титулов Лига Минейро и сыграл 684 матча за эту команду, благодаря чему является рекордсменом в истории клуба по количеству сыгранных матчей.
Затем он уехал в Португалию, где один сезон играл за «Виторию», после чего вернулся в Бразилию, и играл за «Гуарани», «Америку Минейро» и «Атлетико Минейро», в котором закончил карьеру в возрасте 37 лет.
В составе сборной Бразилии принимал участие на Кубке Америки 1979 года (бронза) и Мундиалито 1980, где в финале бразильцы проиграли сборной Уругвая со счётом 2:1.

### Политическая карьера
Завершив карьеру, работал на нескольких политических должностях, пока в 1995 году не был избран в Законодательное собрание штата Минас-Жерайс, представителем которого он является по сей день.
Жоао Лейте принимал участие в составлении нескольких законопроектов и был председателем нескольких комитетов, включая комитет по защите прав потребителей.

## Достижения
«Атлетико Минейро»
- Чемпион  штата Минас-Жерайс (11): 1976, 1978, 1979, 1980, 1981, 1982, 1983, 1985, 1986, 1988, 1991
- Обладатель Кубка КОНМЕБОЛ (1): 1992
- Обладатель Кубка чемпионов Бразилии (1): 1978